# ديفيد غيفين
ديفيد غيفين (بالإنجليزية: David Giffin)‏ هو لاعب اتحاد الرغبي أسترالي، ولد في 6 نوفمبر 1973 في بريزبان في أستراليا.

## وصلات خارجية
- ديفيد غيفين عل موقع إسبنسكروم (الإنجليزية)
- ديفيد غيفين على موقع ItsRugby.co.uk (الإنجليزية)